# Leucocephalus wewersi
Leucocephalus wewersi — вид терапсид родини Burnetiidae, що існував у пізній пермі (259—254 млн років тому). Рештки знайдено у Південній Африці у басейні Кару у зоні Tropidostoma.